# البيمارستان المقتدري
البيمارستان المقتدري هو أحد البيمارستانات التي أُنشئت في بغداد خلال العصر العباسي، وقد أُسس في عام 306 هـ / 919 م في عهد الخليفة العباسي المقتدر بالله، بناءً على اقتراح الطبيب سنان بن ثابت بن قرة. وكان موقعه في منطقة باب الشام، شمالي بغداد.

## التأسيس
أشار سنان بن ثابت، وهو طبيب من أسرة بني قرة، على الخليفة المقتدر بإنشاء بيمارستان جديد في بغداد، نظرًا لازدهار حركة الطب وازدياد الحاجة إلى المراكز العلاجية. فوافق الخليفة على ذلك، وأُنشئ البيمارستان المقتدري ليكون أحد أبرز مراكز الطب والعلاج في المدينة. وقد قُدّرت نفقاته بما يقارب مئتي دينار شهريًا.

## النشاط الطبي
اشتهر البيمارستان بتقديم خدمات طبية متنوعة، وكان يعمل فيه نخبة من الأطباء والجرّاحين. لم يكن دوره مقتصرًا على العلاج فقط، بل كان مركزًا لتعليم الطب أيضًا، مما يجعله ضمن النمط المتقدّم للبيمارستانات الإسلامية التي جمعت بين الرعاية الصحية والتعليم الطبي.

## أبرز الأطباء
من بين الأطباء الذين عملوا في البيمارستان المقتدري:
- يوسف الواسطي، وكان من الأطباء المعروفين في بغداد، وقد درّس فيه الطب لسنوات، وتتلمذ عليه عدد من الطلاب.[2]
- جبريل بن عبيد الله بن بختيشوع، من أسرة بختيشوع المشهورة في الطب، وقد عمل في البيمارستان فترة قبل انتقاله إلى ميافارقين.[2]

## الأثر العلمي
ساهم البيمارستان المقتدري في تطور الطب العباسي، وكان نموذجًا على تطوّر المؤسسات الطبية في الحضارة الإسلامية. كما أنه مثّل استمرارًا لتقليد إنشاء بيمارستانات متطورة بدأ منذ العصر الأموي وتطوّر كثيرًا في العصر العباسي.